# 上水内村
上水内村（かみみのちむら）は、広島県佐伯郡にあった村。現在の広島市佐伯区の一部にあたる。

## 地理
- 河川：水内川[1]

## 歴史
- 1889年（明治22年）4月1日、町村制の施行により、佐伯郡多田村、菅沢村が合併して村制施行し、上水内村が発足[1][2]。
- 1918年（大正7年）上水内養蚕組合設立[1]。
- 1956年（昭和31年）9月30日、佐伯郡砂谷村、水内村と合併し、町制施行し湯来町を新設して廃止された[1][2]。

### 地名の由来
水内村の北、水内川の上流に位置することから。

## 産業
- 林業、ワサビ、コンニャクイモ[1]。

## 名所・旧跡・観光地
- 湯来温泉[1]